# Justyna Steczkowska
Justyna Maria Steczkowska (ur. 2 sierpnia 1972 w Rzeszowie) – polska piosenkarka, kompozytorka, autorka tekstów, skrzypaczka i osobowość medialna, okazjonalnie także aktorka filmowa i teatralna, prezenterka telewizyjna, projektantka mody i fotografka. Członkini Akademii Fonograficznej ZPAV. Reprezentantka Polski w 40. Konkursie Piosenki Eurowizji (1995) i 69. Konkursie Piosenki Eurowizji (2025).
Od 1996 wydała 19 albumów studyjnych, w tym 15 solowych: Dziewczyna Szamana (1996), Naga (1997), Dzień i Noc (2000), Alkimja (2002), Femme Fatale (2004), Daj mi chwilę (2007), Puchowe kołysanki (2008), To mój czas (2009), XV (2012), Puchowe kołysanki 2 (2013), Anima (2014), Maria Magdalena. All Is One (2019), Szamanka (2022), Steczkowska Demarczyk (2023) i Witch Tarohoro (2024) oraz cztery nagrane z innymi wykonawcami: Mów do mnie jeszcze (2001) z Pawłem Delągiem, Mezalianse (2011) z Maciejem Maleńczukiem, Ale szopka z Urszulą Dudziak (2011) i I na co mi to było? (2015) z Bobanem Markoviciem. Ponadto skomponowała i nagrała ścieżkę dźwiękową do filmu Na koniec świata (1999). Wypromowała przeboje: „Dziewczyna Szamana”, „Grawitacja”, „Oko za oko, słowo za słowo”, „Za karę”, „Witch Tarohoro” czy „Gaja”.
Materiały wideo na oficjalnym kanale Steczkowskiej w serwisie YouTube mają ponad 71 mln wyświetleń, zaś jej nagrania przekroczyły liczbę 30 milionów odtworzeń w serwisie Spotify. Laureatka licznych nagród muzycznych, w tym sześciu Fryderyków, dwóch Wiktorów, Superjedynki i Bursztynowego Słowika. Uhonorowana Brązowym Medalem „Zasłużony Kulturze Gloria Artis”.
Była główną bohaterką filmu dokumentalnego Justyna, zagrała też epizodyczne role w kilku filmach i serialach oraz wystąpiła w kilku spektaklach teatralnych. Była wielokrotnie uwzględniana w rankingach na liście najcenniejszych gwiazd polskiego show-biznesu. Prowadzi czynnie działalność charytatywną. Była uczestniczką, jurorką, prowadzącą bądź bohaterką wielu telewizyjnych programów rozrywkowych oraz wzięła udział w ogólnopolskich kampaniach reklamowych dla czterech dużych firm. Zaprojektowała własną kolekcję ubrań dla dziewczynek.

## Rodzina i edukacja
Urodziła się w Rzeszowie, dorastała na Baranówce. Jest czwartym z dziewięciorga dzieci Danuty i Stanisława Steczkowskich, nauczycielki muzyki i dyrygenta. Ojciec, zanim założył rodzinę, był księdzem katolickim. Wywodził się z góralskiej rodziny, a rodzina matki miała korzenie tatarskie. Kiedy miała pięć lat, przeprowadziła się z rodziną do Stalowej Woli, gdzie uczęszczała do Państwowej Szkoły Muzycznej im. Ignacego Jana Paderewskiego. W 1991 ukończyła naukę w liceum muzycznym należącym do Zespołu Szkół Muzycznych nr 1 w Rzeszowie.
Studiowała instrumentalistykę (skrzypce) na Akademii Muzycznej w Gdańsku, ale po dwóch semestrach przerwała studia, by skupić się na wokalistyce. Bez powodzenia zdawała egzaminy do Teatru Muzycznego im. Danuty Baduszkowej w Gdyni, na Wydział Jazzu i Muzyki Rozrywkowej Akademii Muzycznej im. Karola Szymanowskiego w Katowicach i na Wydział Wokalno-Aktorski Akademii Muzycznej w Gdańsku.

## Kariera zawodowa

### Początki i lata 90.
W nagrodę za ukończenie w 1990 liceum z wyróżnieniem zagrała koncert d-moll Henryka Wieniawskiego z Orkiestrą Symfoniczną Filharmonii Rzeszowskiej. Wkrótce aby móc opłacić swoje studia tymczasowo przeniosła się razem z siostrą do Belgii, gdzie obie dorabiały jako kucharki w restauracji. Następnie przeprowadziła się na studia do Gdańska, gdzie śpiewała w klubach jazzowych, m.in. z Maciejem Miecznikowskim. W tym okresie występowała również z Leszkiem Możdżerem, u którego boku debiutowała z jazzowym koncertem w telewizji. Po przerwaniu studiów założyła własny zespół jazzowy Shoco, z którym koncertowała po klubach jazzowych na Wybrzeżu. Śpiewała też w zespołach rockowych: Wańka Wstańka, 1984, Agressiva 69 i Revolutio Cordis. Dorabiała, śpiewając na imprezach okolicznościowych i sprzedając własnoręcznie malowane guziki.
W 1994 wzięła udział w przesłuchaniach do programu TVP2 Szansa na sukces; po nieudanym występie z piosenką „Nie przynoś mi kwiatów, dziewczyno” w odcinku z utworami zespołu Trubadurzy otrzymała od Elżbiety Skrętkowskiej propozycję ponownego startu w konkursie, tym razem w odcinku z przebojami grupy Maanam, w którym zwyciężyła dzięki wykonaniu utworu „Boskie Buenos”. Po zwycięstwie w programie wystąpiła w koncercie „Debiutów” podczas 31. Krajowego Festiwalu Polskiej Piosenki w Opolu, w którym otrzymała nagrodę im. Anny Jantar za zajęcie pierwszego miejsca. W 1995 z piosenką „Moja intymność” wygrała Festiwal Piosenki Krajów Nadbałtyckich w Karlshamn. W maju tego samego roku, reprezentując Polskę z utworem „Sama”, zajęła 18. miejsce w finale 40. Konkursu Piosenki Eurowizji w Dublinie. W czerwcu wystąpiła z piosenką „Sama” w konkursie o Grand Prix im. Karola Musioła podczas 32. KFPP w Opolu oraz wystąpiła z piosenkami „Dziewczyna Szamana” i „Wrogu mój” na festiwalu sopockim. Również w 1995 nawiązała współpracę z Grzegorzem Ciechowskim, z którym nagrała materiał na debiutancki album studyjny pt. Dziewczyna Szamana. Za tytułowy utwór z albumu była nominowana do nagrody muzycznej Fryderyka za piosenkę roku i wideoklip roku. Sam album, wydany na początku 1996, zyskał status platynowej płyty, rozchodząc się w ponad 200 tys. egzemplarzy. W tym samym roku Steczkowska zdobyła Fryderyki w kategoriach: wokalistka roku, album roku (za Dziewczynę Szamana), piosenka roku (za „Oko za oko, słowo za słowo”) i fonograficzny debiut roku. Otrzymała także statuetkę Wiktora.
W 1997 wydała album pt. Naga, który został wyprodukowany przez Grzegorza Ciechowskiego. Wydawnictwo zapewniło jej certyfikat złotej płyty za sprzedaż ponad 100 tys. egzemplarzy. Płytę promowała singlami „Za dużo wiesz” i „Za karę”. Również w 1997 pojawiła się gościnnie na kilku płytach innych wykonawców, m.in. zespołu Voo Voo (Flota zjednoczonych sił) i Grzegorza Turnaua (Tutaj jestem), a także została bohaterką filmu dokumentalnego Jacka Taszakowskiego i Leszka Molskiego Justyna, który opowiadał o jej drodze artystycznej. Poza tym zagrała w dwóch spektaklach Teatru Telewizji: Perełę Wariatkę w Księdze raju i Wisztycę w Ludziach ognia, a także wystąpiła w roli Anity w filmie Billboard oraz pojawiła się w drugim odcinku serialu Zaklęta.
W 1999 wraz z Antonim Łazarkiewiczem stworzyła ścieżkę dźwiękową do filmu Magdaleny Łazarkiewicz Na koniec świata, w którym zagrała główną rolę Teresy.

### Lata 2000–2010

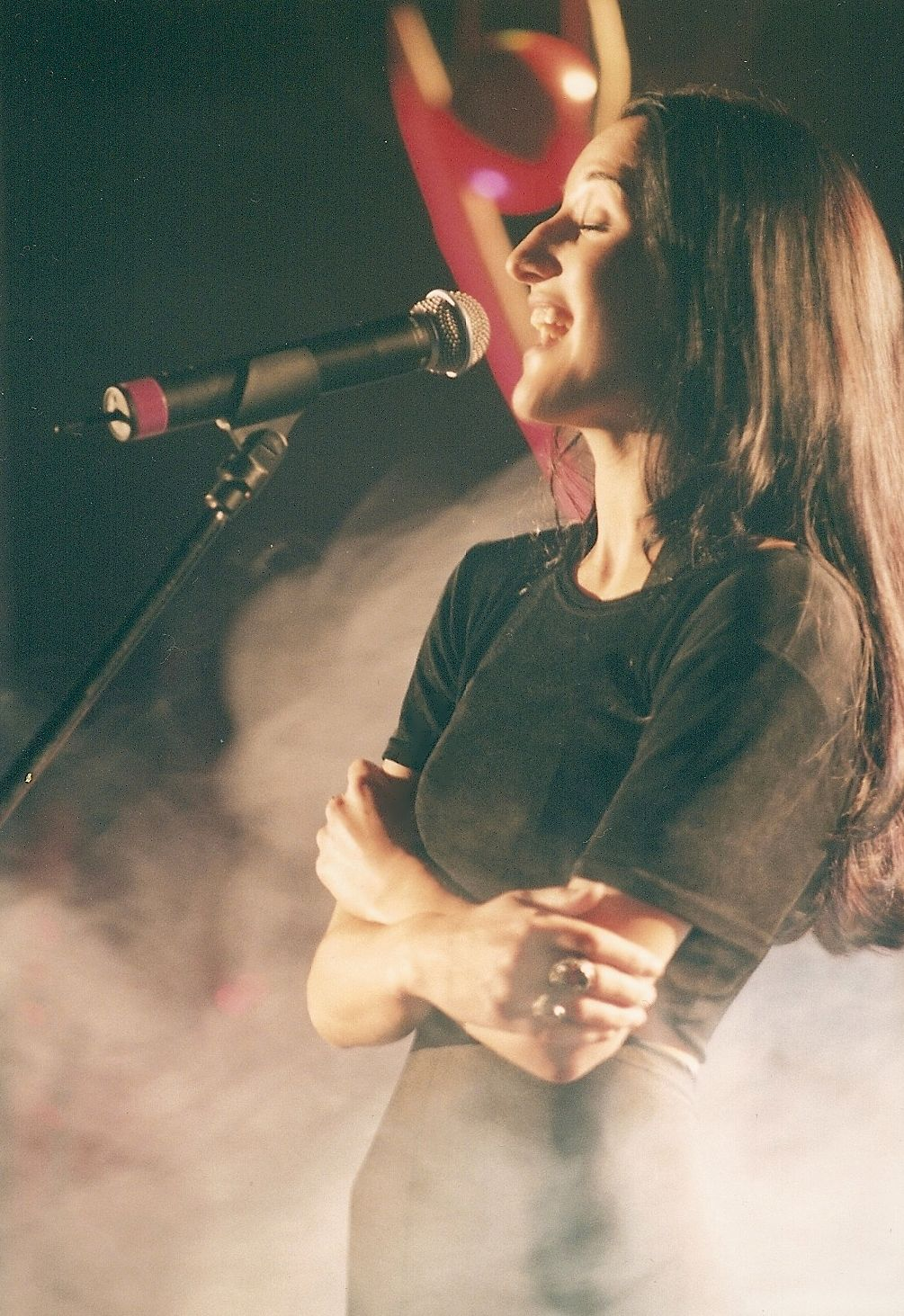
Justyna Steczkowska (2007)

W lutym 2000 wydała album pt. Dzień i Noc, który podzieliła na dwie części: na pierwszej umieściła utwory taneczne, a na drugiej – piosenki inspirowane muzyką filmową i zawierające wyłącznie wokalizy. W listopadzie tego samego roku wraz z Pawłem Delągiem wydała album pt. Mów do mnie jeszcze, zawierający utwory do tekstów Williama Szekspira, Cypriana Kamila Norwida, Kazimierza Przerwy-Tetmajera i Marii Pawlikowskiej-Jasnorzewskiej. W grudniu 2000 zaśpiewała dla polsko-ukraińskiego batalionu stacjonującego w Kosowie, za co w styczniu 2001 została uhonorowana medalem za „zasługi dla obronności Rzeczypospolitej” przez ministra obrony narodowej Bronisława Komorowskiego. W tym samym miesiącu zaśpiewała utwór „Ave Maria” na pogrzebie Grzegorza Ciechowskieg. Również w 2001 zagrała podwójną rolę Hipolity/Tytanii w spektaklu Sen nocy letniej (reż. Wojciech Kościelniak) w Teatrze Muzycznym im. Danuty Baduszkowej w Gdyni.
W październiku 2002 wydała album pt. Alkimja, którym nawiązała do kultury żydowskiej i na którym umieściła utwory śpiewane po hebrajsku i aramejsku oraz w językach ladino i jidysz. Album promowała singlem „Świt świt”. Za płytę otrzymała Fryderyka za etno-folkowy album roku, a za sprzedaż krążka w nakładzie 35 tys. egzemplarzy odebrała certyfikat złotej płyty. W tym czasie pracowała nad widowiskiem koncertowym Alkimja, którego premiera odbyła się podczas 23. Przeglądu Piosenki Aktorskiej we Wrocławiu. W październiku wystąpiła na Festiwalu Dialogu Czterech Kultur w Łodzi. W maju 2003 zaśpiewała na placu Zamkowym w Lublinie podczas gali koncertowej z okazji 83. urodzin Jana Pawła II i 25. rocznicy pontyfikatu papieża. Trzy miesiące później wystąpiła z utworem „Moja intymność” na festiwalu sopockim.
W 2004 wydała album pt. Femme Fatale, na którym umieściła własne interpretacje piosenek wykonywanych przez słynne piosenkarki polskie i zagraniczne. Wydanie krążka poprzedziła występem w spektaklu telewizyjnym, w którym wcielała się w Kalinę Jędrusik, Annę German, Marilyn Monroe i Édith Piaf. W sierpniu wystąpiła z piosenką „Pod Papugami” w koncercie pamięci Czesława Niemena podczas festiwalu sopockiego. W październiku była jurorką w jednym z odcinków programu Szansa na sukces. W styczniu 2005 wzięła udział w nagraniach charytatywnego singla „Pokonamy fale”. Jeszcze w pierwszym kwartale roku zagrała koncert „Kobiety”, zawierający jej interpretacje dawnych przebojów w aranżacji Mateusza Pospieszalskiego, za który Telewizja Polska (jako producent) zdobyła nominację do nagrody w kategorii „muzyka koncert” podczas Festiwalu Złota Róża w Lucernie. Wystąpiła także w misterium Przez tę ziemię przeszedł Pan w reżyserii Jerzego Fedorowicza. Także w 2005 wraz z siostrą Cecylią wydała bajkę pt. „Rudolf jedyny i wyjątkowy”, którą napisały na potrzeby książki pt. Bajki gwiazd. Poza tym zaśpiewała podczas trasy Wiosna Polaków będącej częścią kampanii wyborczej Prawa i Sprawiedliwości przed wyborami parlamentarnymi w Polsce, a w grudniu nagrany przez nią album z popularnymi polskimi kolędami był dołączany jako dodatek do gazety „Nowy Dzień”.

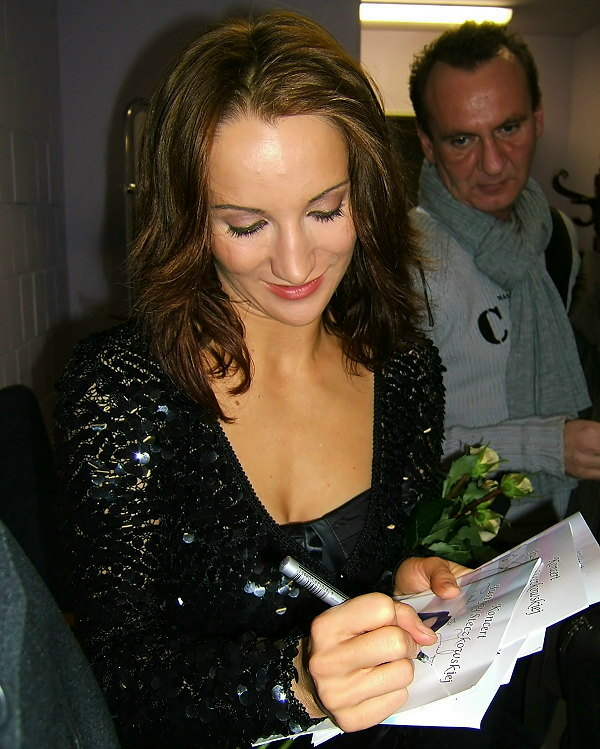
Justyna Steczkowska (2007)

W marcu 2006 wystąpiła w telewizyjnym koncercie Wielkanocny gospel, który odbył się w kościele Marii Magdaleny we Wrocławiu z udziałem zespołu gospelowego Visual Ministry Choir z Londynu. W kwietniu premierowo wystąpiła jako Maria Magdalena, główna bohaterka sztuki taneczno-wokalnej Pasja, wystawianej przez Kielecki Teatr Tańca. Latem wzięła udział w trasie koncertowej „Urodzinowe Lato z radiem” oraz wystąpiła na 10. Festiwalu Muzyki i Kultury Romów w Ciechocinku i na Przystanku Woodstock. Ponadto pojawiła się w jednym z odcinków serialu Niania. W grudniu wydała singel „Świąteczna piosenka o miłości” oraz wystąpiła w koncertach: Reqiuem pro Pace (organizowanym z okazji 25-lecia wprowadzenia stanu wojennego), i Arie ze śmiechem.
W 2007 wystąpiła m.in. podczas koncertów: 50 lat wizji z Poznania (z okazji 50-lecia istnienia poznańskiego oddziału TVP), Tajemnica światła – tajemnica miłosierdzia. Pieśń o Janie Pawle II i Trendy w ramach festiwalu TOPtrendy 2007, na którym była również jednym z jurorów. W czerwcu 2007 wydała album pt. Daj mi chwilę, którego producentem był Bogdan Kondracki. Album promowała utworami: „To tylko złudzenie (To nie miłość)”, „Tu i tu” i „Wracam do domu”, do których zrealizowała teledyski. Odebrała certyfikat złotej płyty za sprzedaż albumu w ponad 15 tys. egzemplarzach. W sierpniu zagrała koncert w Muzycznym Studiu Polskiego Radia im. Agnieszki Osieckiej w Warszawie. We wrześniu była gościem muzycznym w finale wyborów Miss Polonia oraz była jedną z jurorek w konkursie o Bursztynowego Słowika podczas Sopot Festival 2007. W październiku zaśpiewała utwór Paula Simona „The Sound of Silence” podczas Koncertu Dnia Papieskiego. Jesienią 2007 w parze ze Stefano Terrazzino zajęła drugie miejsce w finale szóstej edycji programu rozrywkowego TVN Taniec z gwiazdami, wcześniej dwukrotnie odrzucała zaproszenie do udziału w programie. W listopadzie odebrała nagrodę Prometeusza dla „najwybitniejszych i najbardziej zasłużonych artystów występujących na estradach Polski i świata”. W grudniu zaśpiewała z Piotrem Cugowskim i Eweliną Flintą utwór „Kraków, go!”, napisany na potrzeby promocji Krakowa przed Mistrzostwami Europy w Piłce Nożnej 2012. Również w grudniu zdobyła nominację do Telekamery w kategorii „muzyka”, wystąpiła w parze z Maciejem Florkiem w programie Po prostu taniec oraz uświetniła występem świąteczny koncert TVP2 Do Betlejem – Wieczór kolęd z Przyjaciółmi Zaczarowanej Piosenki i Sylwestrową Moc Przebojów, organizowany przez Polsat na krakowskim Rynku.
W lutym 2008 wydała reedycję albumu Daj mi chwilę, wzbogaconą o singel „Choć wieje, pada, grzmi”, który nagrała z Borysem Szycem. W marcu wystąpiła na placu Zamkowym w Warszawie podczas koncertu „Solidarni z Białorusią”. W maju odebrała Wiktora w kategorii „gwiazda piosenki i estrady” i wydała album studyjny pt. Puchowe kołysanki, zawierający jej autorskie piosenki oraz czytane przez nią bajki. Płyta, objęta patronatem Fundacji TVN „Nie jesteś sam”, dotarła do 10. miejsca oficjalnej listy sprzedaży. Również w 2008 wystąpiła w jednym z odcinków programu Fort Boyard, a także była bohaterką programu Ranking gwiazd. We wrześniu ukazały się dwie płyty, na których gościnnie wystąpiła: Balkan Koncept Sanji Ilicia i Balkaniki (zaśpiewała w utworze „Wróć do mnie”), Duety Bogusława Meca (wykonała z nim piosenki: „Mały, biały pies” i „Filozof”). W październiku premierę miał album pt. Nasza Niepodległa, wydany z okazji 90. rocznicy odzyskania niepodległości Polski, na który nagrała własną interpretację piosenki „Biały krzyż”. Utwór wykonała też podczas koncertu z okazji rocznicy, zorganizowanego 11 listopada przez Telewizję Polską w stołecznym Teatrze Wielkim – Operze Narodowej. Jednocześnie współprowadziła trzecią edycję programu TVP1 Gwiazdy tańczą na lodzie, do którego wcześniej dwukrotnie była zapraszana w charakterze uczestniczki, jednak za każdym razem odmawiała. Jej potyczki słowne z jurorką programu, Dodą, były szeroko komentowane w ogólnopolskiej prasie. W grudniu wystąpiła na bydgoskim Starym Rynku w koncercie wieńczącym akcję charytatywną „I Ty możesz zostać św. Mikołajem”.
W marcu 2009 wydała dziesiąty w karierze album studyjny pt. To mój czas. Materiał promowała singlem „Tango”, który wykonała w koncercie „Premier” podczas 46. KFPP w Opolu, a także singlami: „Proszę cię – skłam”, „Tylko ty znasz te zaklęcia”, „To mój czas” i „Kim tu jestem”, do których zrealizowała teledyski. W ramach promocji płyty, jako pierwsza artystka polskiej estrady, zagrała koncert promocyjny, który był transmitowany na żywo przez internet. Również w marcu wydała koncertowy album DVD pt. Alkimja, będący zapisem koncertu zagranego w 2001 w ramach Festiwalu Czterech Kultur w Łodzi. Wiosną była gościnnie jurorką w jednym z odcinków programu Polsatu Jak oni śpiewają, za to latem prowadziła autorski program o fotografii W obiektywie Justyny Steczkowskiej, emitowany na Polsat Café. W listopadzie wydała teledysk do utworu „Głodna miłość”, który nagrała z Pawłem Małaszyńskim na potrzeby akcji charytatywnej Fundacji TVN „Nie jesteś sam”. W kwietniu 2010 wraz z innymi wykonawcami zaśpiewała przebój Czesława Niemena „Dziwny jest ten świat” na koncercie galowym Fryderyk 2010. Artyści w hołdzie ofiarom katastrofy lotniczej w Smoleńsku. W maju poinformowała o zakończeniu pięcioletniej współpracy z dotychczasowym menedżerem, Krzysztofem Wasitą. Latem wystąpiła na Przystanku Woodstock. W listopadzie ponownie wystąpiła jako jurorka w jednym z odcinków programu Szansa na sukces. W grudniu wystąpiła podczas koncertu sylwestrowego Imperium gwiazd organizowanego przez TVP2 we Wrocławiu.

### Lata 2011–2020

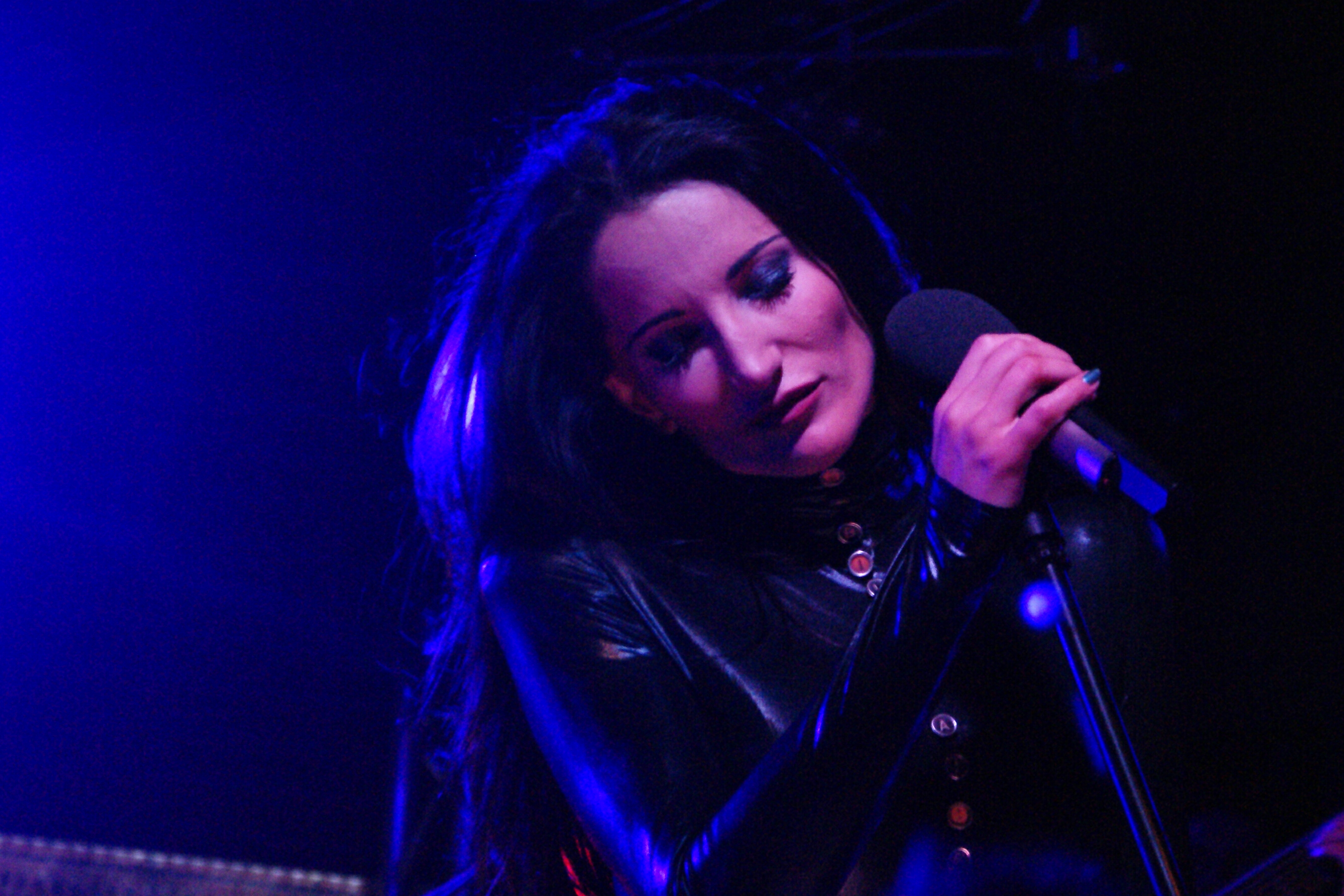
Justyna Steczkowska podczas koncertu w klubie Hard Rock Cafe w Warszawie (2011)

W lutym 2011 wydała album pt. Mezalianse, nagrany wspólnie z Maciejem Maleńczukiem, na którym znalazły się ich interpretacje utworów Kabaretu Starszych Panów. W tym czasie wzięła udział również w nagraniu charytatywnego singla „Anioły niebios wstrzymajcie czas”. W marcu wystąpiła z piosenkami Ewy Demarczyk na gali Anioły w kolorze podczas 32. Przeglądu Piosenki Aktorskiej we Wrocławiu, a także zaśpiewała podczas koncertu „Jednego serca” zorganizowanego przez TVP2 ku pamięci ofiar katastrofy smoleńskiej z 10 kwietnia 2010. W kwietniu wystąpiła w koncercie Noc Miliona Żurawi. Polscy artyści dla Japonii, dedykowanym ofiarom trzęsienia ziemi i tsunami w Japonii, a także pojawiła się ponownie jako jurorka w Szansie na sukces. Zaangażowała się również w projekt Agnieszki Szczepanik Szopka, poświęcony twórczości Fryderyka Chopina, występując w maju w koncercie promocyjnym w Och-Teatrze oraz nagrywając album studyjny pt. Ale szopka w duecie z Urszulą Dudziak. W maju zasiadła w polskiej komisji jurorskiej podczas 56. Konkursu Piosenki Eurowizji. W czerwcu wystąpiła podczas 48. KFPP w Opolu, śpiewając utwór „Karuzela z madonnami” w koncercie pamięci Ewy Demarczyk. W grudniu premierę miał album dedykowany Grzegorzowi Ciechowskiemu pt. ...to też Ciechowski, na którym znalazł się m.in. utwór „Za dużo wiesz” w wykonaniu Steczkowskiej.
W marcu 2012 wystąpiła w spektaklu Grzegorza Miecugowa Trójka do potęgi, który został wystawiony w warszawskim Teatrze Syrena z okazji 50-lecia istnienia radiowej Trójki. W kwietniu zaprezentowała dwupłytowe wydawnictwo pt. XV, na którym zawarła swoje największe przeboje w odświeżonych aranżacjach. Album promowała teledyskami do piosenek: „Skłam”, „Wrogu mój” i „Kryminalna miłość”, a także do premierowego utworu „Sanktuarium”. W ramach promocji planowała wyruszyć w ogólnopolską trasę koncertową, która jednak nie doszła do skutku z powodu choroby nowotworowej jej męża. Za album otrzymała „Różę Gali” w kategorii „muzyka”. Poza tym poprowadziła kolejny program o fotografii dla Polsat Café – Ach, co to był za ślub. W listopadzie wystąpiła na gali z okazji 50-lecia istnienia radiowej Trójki.
W lutym 2013 premierę miał film Macieja Michalskiego Kanadyjskie sukienki, w którym zagrała rolę Bożenki. Ogłoszono także, że poprowadzi swój trzeci program o fotografii dla Polsat Café – Fotorodzinka. W kwietniu wystąpiła premierowo w spektaklu Śpiewnik Pana W., podczas którego zaśpiewała utwory Jerzego Wasowskiego z tekstami Jeremiego Przybory. Wiosną była także trenerką w drugiej edycji programu TVP2 The Voice of Poland. W maju wydała album pt. Puchowe kołysanki 2. W listopadzie wystąpiła na gali z okazji 10-lecia istnienia dziennika „Fakt”, a w grudniu zaśpiewała na plenerowym koncercie Disco Sylwester z Dwójką organizowanym przez TVP2 we Wrocławiu.

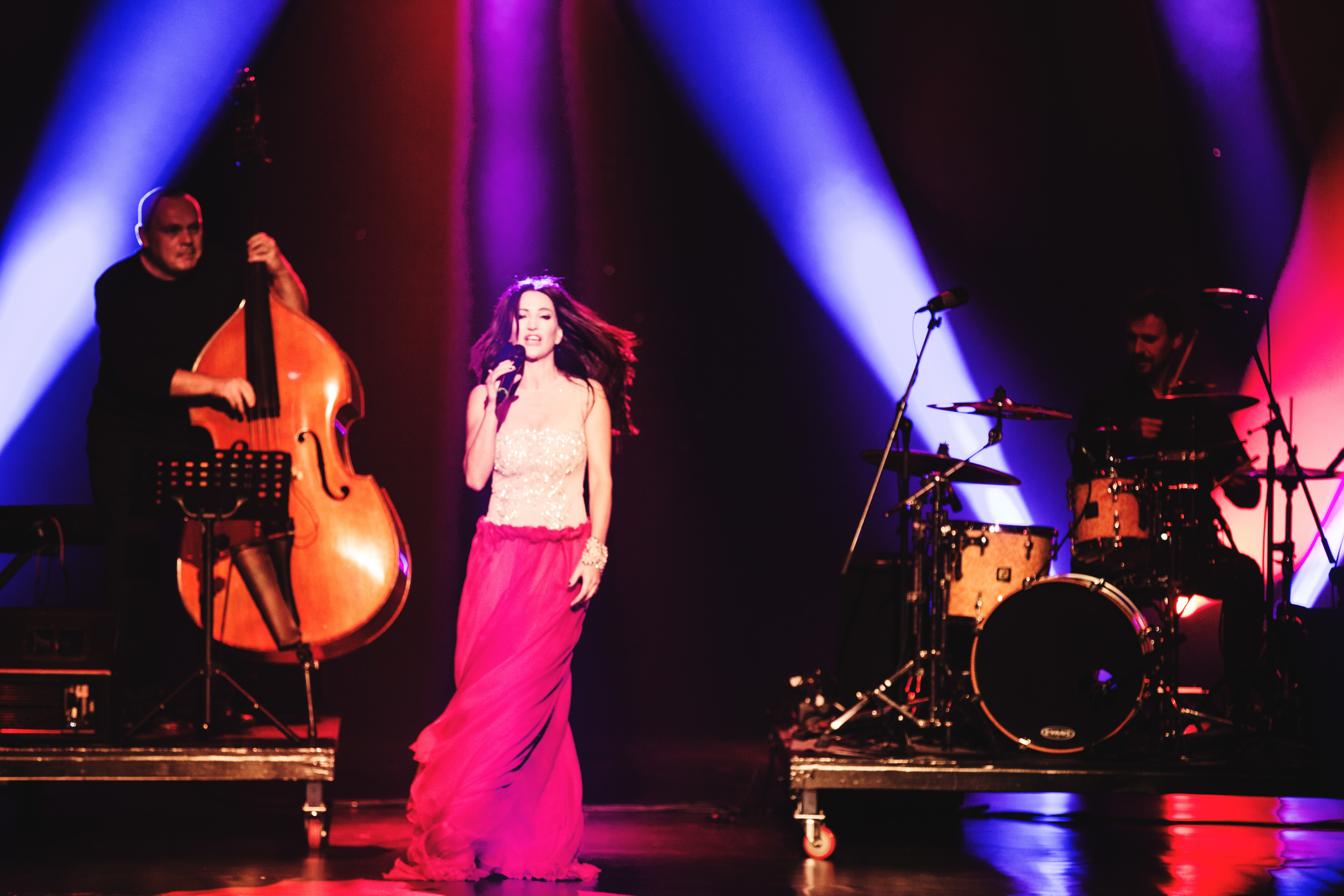
Justyna Steczkowska podczas występu na gali L’Oréal w Warszawie (2013)

W 2014 świętowała 20-lecie pracy artystycznej. Wiosną ponownie została trenerką w The Voice of Poland, tym razem w czwartej edycji programu, tę funkcję pełniła również w jesiennej, piątej odsłonie widowiska. W kwietniu zaśpiewała gościnnie utwór „Abba Ojcze” z Plácido Domingo podczas jego koncertu odbywającego się w ramach Międzynarodowych Targów Poznańskich, a także wydała teledysk do singla „Terra”, zwiastującego jej kolejny album studyjny. Również w 2014 poprowadziła program Pełna chata dla Polsat Café. W czerwcu wystąpiła podczas 51. KFPP w Opolu. W lipcu wystąpiła z koncertem podczas 4. edycji festiwalu Rzeszowskie Święto Wokalne i zaśpiewała w koncercie Lato Zet i Dwójki w Zielonej Górze. W sierpniu zagrała koncert jubileuszowy podczas Polsat Sopot Festival 2014, na którym wykonała największe przeboje oraz odebrała Bursztynowego Słowika. 29 października zaprezentowała teledysk do piosenki „Kochankowie syreny”, która znalazła się na jej kolejnym albumie pt. Anima. Również w 2014 wyruszyła w ogólnopolską trasę koncertową Magia trwa, obejmującą występy w największych teatrach i filharmoniach, a także wystąpiła w koncercie Grzegorz Ciechowski: Spotkanie z Legendą, który został zarejestrowany i wydany w marcu 2015 w formie albumu koncertowego.
Dzięki sukcesowi trasy Magia trwa, w 2015 wyruszyła w kolejną, tym razem zatytułowaną Nie jestem, tym kim byłam. W maju zagrała materiał z płyty Anima podczas koncertu w Muzycznym Studiu Polskiego Radia im. Agnieszki Osieckiej, a także udostępniła za darmo w wersji cyfrowej kolejny album studyjny pt. All Is One, który wydała pod pseudonimem Maria Magdalena. W czerwcu wystąpiła na 52. KFPP w Opolu, podczas którego odebrała Superjedynkę za wygraną w kategorii „Super Artystka”. W październiku została uhonorowana Brązowym Medalem „Zasłużony Kulturze Gloria Artis”, a także wydała album pt. I na co mi to było?, który nagrała w duecie z serbskim muzykiem Bobanem Markoviciem. Płyta została utrzymana w klimacie cygańskim, a materiał wykonywany był przez nią podczas trasy koncertowej pt. Justyna Steczkowska & Orkiestra Cygańska, którą rozpoczęła w listopadzie 2015. W grudniu uświetniła występem plenerowy koncert Funtastyczny Kraków – Sylwester organizowany przez stację TVN.

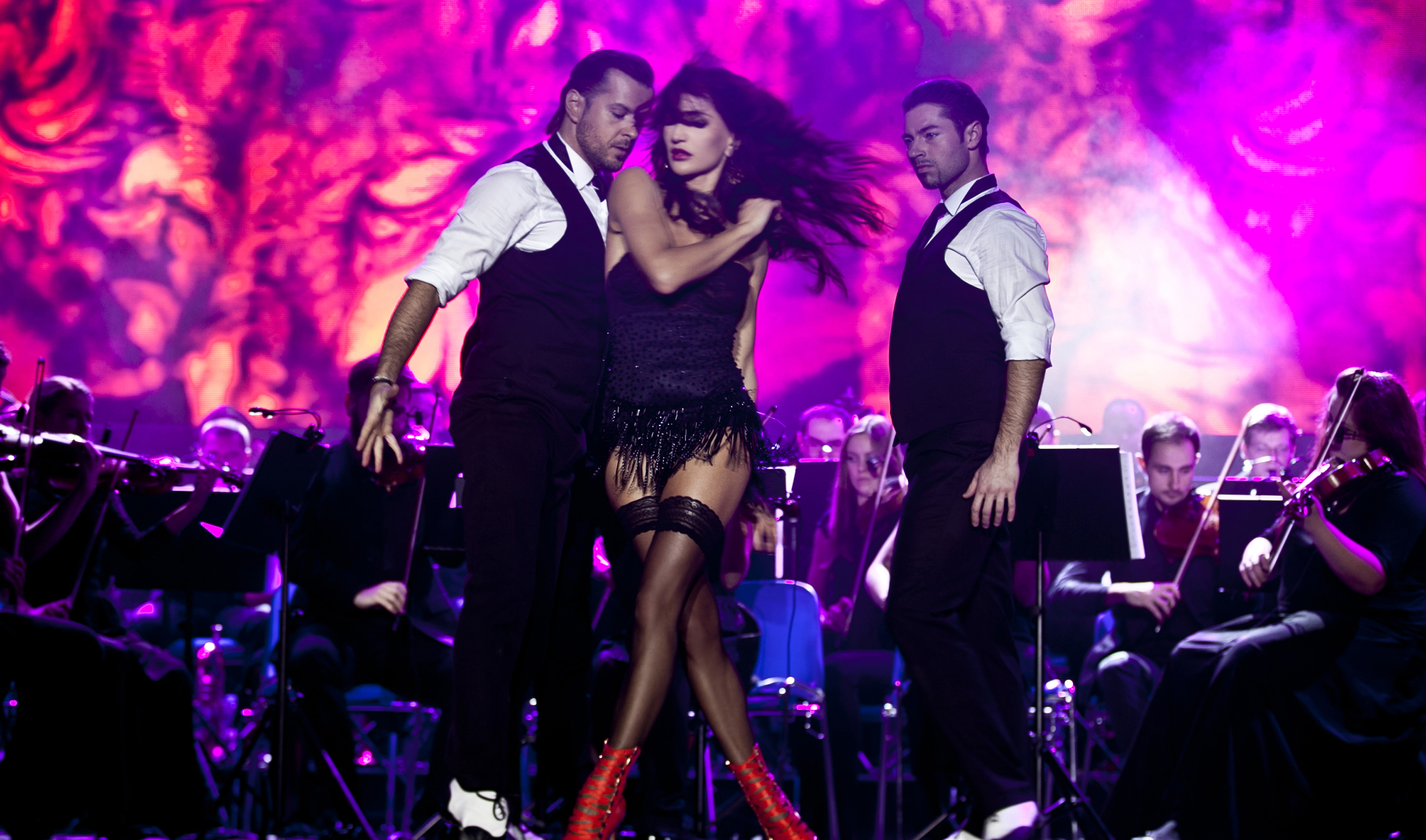
Justyna Steczkowska (2016)

W lutym 2016 wyruszyła w jubileuszową trasę koncertową pt. Justyna Steczkowska Akustycznie. 5 czerwca wystąpiła w koncercie „Złote Opole” na 53. KFPP w Opolu, na którym zaśpiewała utwór „Dziewczyna Szamana”. W tym samym roku odcisnęła swoją dłoń na Promenadzie Gwiazd w Międzyzdrojach. Przez kolejne miesiące występowała w ramach objazdowej trasy Koncert Muzyki Filmowej. W sierpniu 2016 zagrała w Operze Leśnej urodzinowy koncert z José Carrerasem. W 2017 odbyła kolejne występy z orkiestrą cygańską, ponadto zagrała minitrasę z okazji 15-lecia wydania płyty pt. Alkimja, a w grudniu wyruszyła w świąteczną trasę Kolędy i pastorałki. W styczniu 2018 występowała gościnnie na polskiej części światowej trasy koncertowej Lord of the Rings: The Fellowship of the Ring in Concert, równocześnie grała też kolejne koncerty z orkiestrą cygańską. W październiku wraz z innymi wykonawcami wyruszyła w kolejną edycję trasy koncertowej Ciechowski – Spotkanie z Legendą, poświęconej twórczości Grzegorza Ciechowskiego, równolegle występowała również w trasach Tribute to... i drugiej serii Koncertów Muzyki Filmowej.
W lutym 2019 wydała album pt. Maria Magdalena. All Is One, który premierowo udostępniła w wersji cyfrowej w maju 2015. Materiał promowała podczas ogólnopolskiej trasy koncertowej. 27 lutego wystąpiła z piosenką „Wracam do domu” podczas koncertu „Artyści przeciw nienawiści” organizowanym w Łodzi, a jej występ podczas wydarzenia, poprzedzony pojednaniem z piosenkarką Dodą, był szeroko komentowany w ogólnopolskiej prasie. Latem odbyła kolejną serię koncertów Tribute to.... W lipcu podczas Międzynarodowego Festiwalu Młodych Talentów im. Anny German w Zielonej Górze emitowanego przez TVP2 złożyła hołd Korze, wykonując piosenkę grupy Maanam „Boskie Buenos”. W listopadzie premierę miała piosenka „Karp 2019”, którą nagrała z innymi artystami na potrzeby akcji charytatywnej „Święta bez granic”, a także film Filipa Zylbera Jak poślubić milionera, w którym zagrała Polę, partnerkę piłkarza Adama Cieślika (Michał Malinowski). W grudniu wystąpiła podczas świątecznych koncertów telewizyjnych: „Wielkie kolędowanie z Polsatem” i „Najpiękniejsze kolędy” przygotowanym przez TVN.
Na początku 2020 zaprojektowała kolekcję ubrań dla dziewczynek „Anima by Justyna Steczkowska”. W maju wystąpiła podczas koncertu TVP2 Cała Polska śpiewa dla Jana Pawła II. We wrześniu wystąpiła podczas 57. KFPP w Opolu: podczas koncertu „Festiwal, festiwal!!! – złote opolskie przeboje” świętowała 25-lecie pracy artystycznej, z tej okazji zaśpiewała kompilację swoich największych przebojów, a podczas koncertu „Cisza jak ta” poświęconemu Romualdowi Lipko wykonała „Takie tango” z repertuaru Budki Suflera. 14 listopada wystąpiła jako gość muzyczny pierwszego finałowego odcinka jedenastej edycji programu TVP2 The Voice of Poland, wykonując premierowo singiel „Miej odwagę”, a dzień później na jej oficjalnym kanale w serwisie YouTube ukazał się zapis koncertu Leśny koncert, na którym wykonała piosenki z albumu Maria Magdalena. All Is One.

### Od 2021
W kwietniu 2021 wykonała utwór Republiki „Moja krew” podczas wielkopostnego widowiska Pasja 2021 w TVP2. 26 czerwca wystąpiła podczas koncertu „Najlepsi z najlepszych” w ramach Polsat SuperHit Festiwalu 2021. 10 lipca gościła na 27. Międzynarodowym Festiwalu Muzycznym im. Krystyny Jamroz w Busku-Zdroju. 30 lipca ukazał się utwór Marzeny Ryt „Kolorado” nagrany z gościnnym udziałem Steczkowskiej. 1 września wystąpiła na koncercie z okazji 82. rocznicy wybuchu II wojny światowej 7 x Westerplatte w TVP1. 3 września wykonała przebój Ewie Demarczyk „Grand Valse Brillante” w koncercie „Od Opola do Opola: Największe Gwiazdy! Legendarne Przeboje!” podczas 58. KFPP w Opolu. Jesienią powróciła w charakterze trenerki w dwunastej edycji programu The Voice of Poland. 3 października w Poznaniu zainaugurowała jubileuszową trasę koncertową, która trwała do grudnia 2022. 29 października wydała singel „Nie poddawaj się” nagrany z Marcinem Maciejczakiem. 1 listopada telewizja Polsat wyemitowała koncert „Ocalić od zapomnienia” z udziałem m.in. Steczkowskiej. 26 listopada wydała nową interpretację singla „Dziewczyna Szamana”, którą nagrała we współpracy z Leszkiem Możdzerem. 6 grudnia kanały TVP1 i TVP2 wyemitowały charytatywny „Koncert mikołajkowy. Gwiazdy dzieciom” z udziałem m.in. Steczkowskiej. 13 grudnia wystąpiła w koncercie TVP1 „Po co nam wolność” z okazji 40. rocznicy wprowadzenia stanu wojennego.

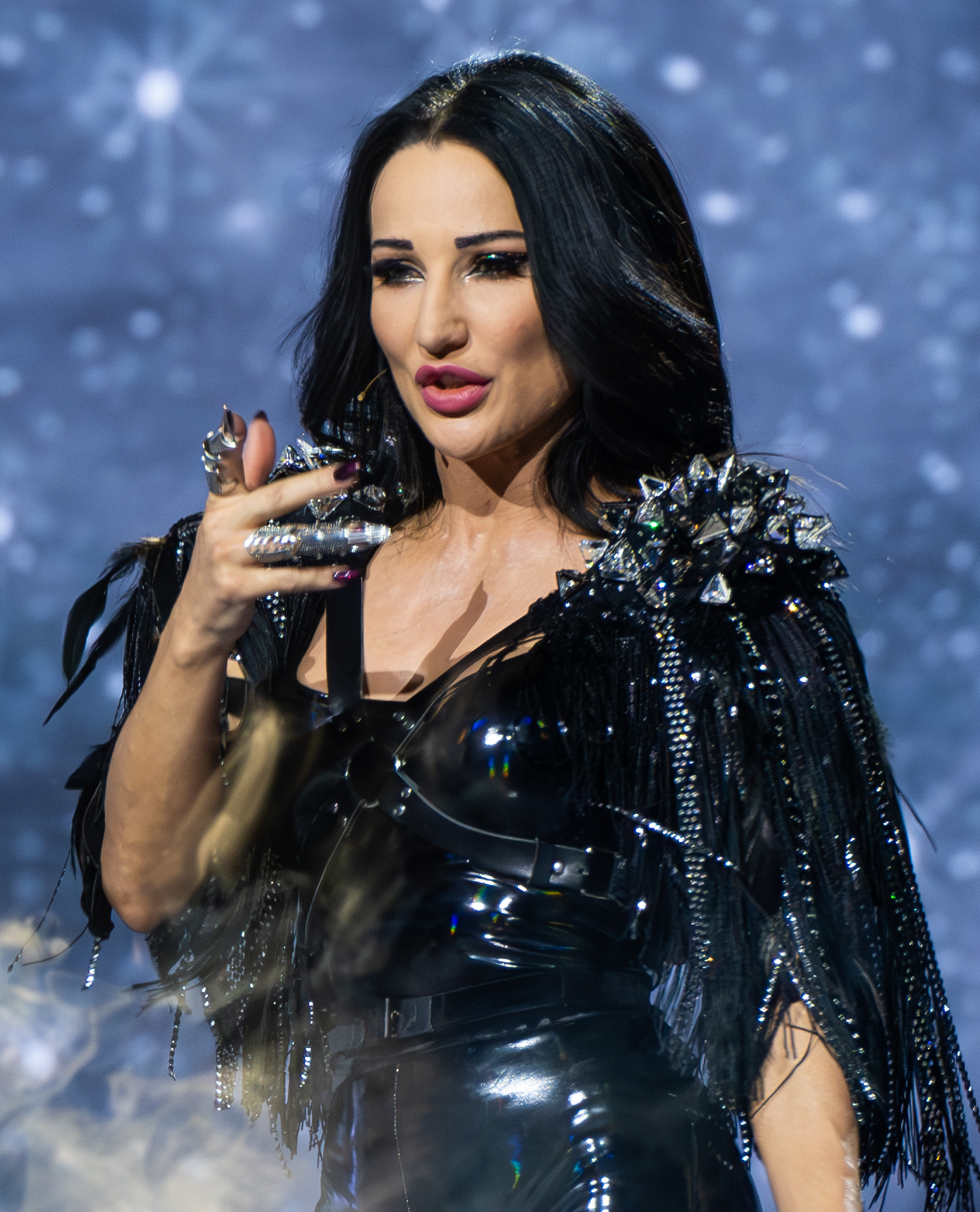
Steczkowska w finale Wielkiego Finału Polskich Kwalifikacji do Konkursu Piosenki Eurowizji 2025

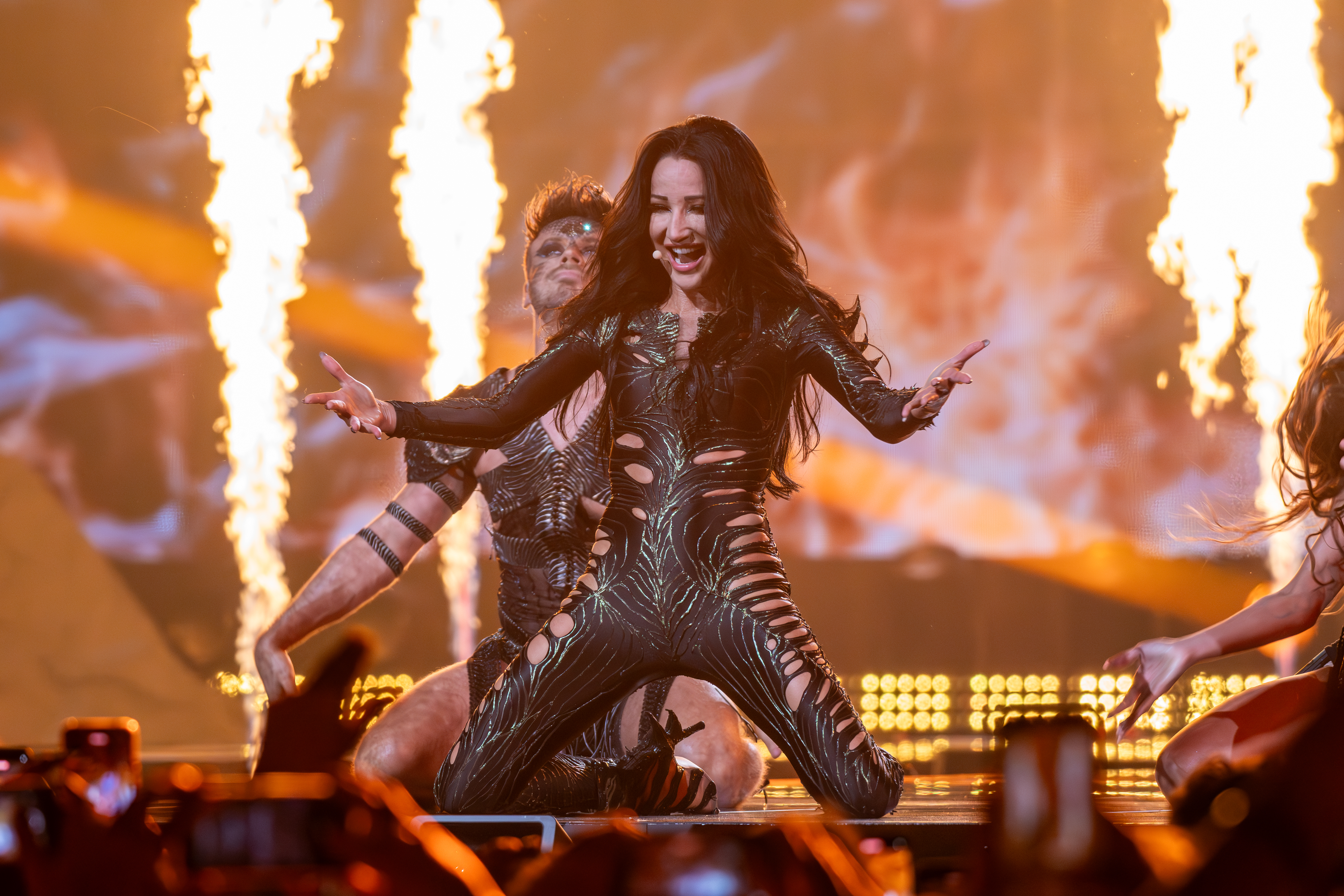
Steczkowska w półfinale 69. Konkursu Piosenki Eurowizji (2025)

8 stycznia 2022 wystąpiła na Gali Mistrzów Sportu, która była transmitowana przez Polsat. Na początku roku wydała trzy single: „Uciekinierzy” (nagrany w duecie z Arkiem Kłusowskim), „Nie mój sen” (z Luną) i „Szamanka”. W lutym wystąpiła jako gość muzyczny w programie Tu bije serce Europy! Wybieramy hit na Eurowizję! w TVP1. 25 lutego wydała album pt. Szamanka oraz singel „Między nami”, który nagrała z Beatą Kozidrak. 27 lutego wystąpiła w koncercie „Solidarni z Ukrainą” w TVP. 3 maja wydała singel „Now”, który skomponował dla niej syn Leon Myszkowski z Michałem Harasimiukiem. 21 maja zaśpiewała „Znak pokoju” w duecie z Dodą w jubileuszowym koncercie z okazji 20-lecia kariery artystycznej Dody podczas Polsat SuperHit Festiwalu w Sopocie. 29 maja wystąpiła z synami podczas koncertu „Fundacja Polsat – Jesteśmy dla Dzieci”. W czerwcu wzięła udział w 59. KFPP w Opolu: 17 czerwca wystąpiła podczas koncertu „Od Opola do Opola: Największe Gwiazdy! Legendarne Przeboje!”, a dzień później świętowała 50. urodziny i 25-lecie pracy artystycznej podczas koncertu jubileuszowego „Dziewczyna Szamana”, na którym m.in. zaśpiewała premierowo singel „D.N.A”. 16 lipca wystąpiła podczas finału konkursu Mister Supranational transmitowanego przez Polsat, a dzień później – na 25. festiwalu piosenki i kultury Romów emitowanym przez TVP. Jesienią występowała w charakterze trenerki w 13. edycji programu The Voice of Poland. 8 września wraz z Walt Disney Records wydała piosenkę „Milion gwiazd na niebie lśni”, polską wersję przeboju „When You Wish Upon a Star”, którą nagrała na ścieżkę dźwiękową do filmu Pinokio na platformie Disney+. 27 października wystąpiła na gali French Touch w TVP. 10 listopada wydała singel „Poza ramą”. 31 grudnia zaśpiewała na plenerowym koncercie Sylwester marzeń telewizji TVP2 organizowanym w Zakopanem. W styczniu 2023 wyruszyła w trasę koncertową z utworami Ewy Demarczyk. W kwietniu telewizja Polsat wyemitowała koncert „100 lat Disneya” z udziałem m.in. Steczkowskiej. W maju wystąpiła w widowisku muzycznym „Nie ma jak u mamy” w TVP1. W czerwcu wzięła udział w 60. KFPP w Opolu; wystąpiła podczas koncertów „Czas ołowiu” i „Ale to już było. Jest. I będzie”. W lipcu wystąpiła na gali zamknięcia Igrzysk Europejskich w Krakowie. Jesienią była trenerką w czternastej edycji programu TVP2 The Voice of Poland, a podczas finałowego odcinka zaśpiewała premierowy singel „Carpe diem”. W grudniu wydała album pt. Steczkowska Demarczyk.
W grudniu 2023 podczas koncertu Sylwester z Dwójką w Zakopanem premierowo wykonała piosenkę „Witch Tarohoro”, z którą zajęła drugie miejsce w wewnętrznych eliminacjach wyłaniających reprezentanta Polski w 68. Konkursie Piosenki Eurowizji (2024), a jej przegrana była szeroko komentowana w ogólnopolskich mediach. W marcu 2024 Polsat wyemitował muzyczne widowisko „Pasja. Misterium Męki Pańskiej”, w którym wystąpiła. Od 2024 jest jurorką w programie rozrywkowym Twoja twarz brzmi znajomo w telewizji Polsat. W listopadzie 2024 wydała teledysk do piosenki „Nasz wspólny świat” i album pt. Witch Tarohoro, a 8 grudnia zagrała w Warszawie pierwszy koncert w ramach ogólnopolskiej trasy promującej płytę. 14 lutego 2025 z promującym album utworem „Gaja” zwyciężyła w finale programu Wielki Finał Polskich Kwalifikacji do Konkursu Piosenki Eurowizji 2025, dzięki czemu została reprezentantką Polski w 69. Konkursie Piosenki Eurowizji, stając się zarazem wykonawcą z najdłuższą przerwą między dwoma udziałami w konkursie (30 lat). 13 maja wystąpiła jako druga w pierwszym półfinale konkursu i awansowała do finału. W finale zajęła 14. miejsce po zdobyciu 156 punktów, w tym 17 pkt od jury (24. miejsce) i 139 pkt od widzów (7. miejsce). W rezultacie utwór „Gaja” trafił na globalną playlistę Viral 50 – Global w serwisie Spotify, czyniąc ją pierwszą Polką z tym osiągnięciem; pojawił się również na Top 50 – Poland oraz licznych redakcyjnych playlistach platformy. 23 maja wystąpiła podczas Polsat Hit Festiwalu 2025 w koncercie „Radiowy Przebój Roku”. 25 czerwca wzięła udział w koncercie „Wrocław Przyszłości”, który transmitowany był przez telewizję Polsat. Latem tego samego roku poprowadzi cotygodniową audycję Diva w kapciach na antenie radia RMF FM. 10 lipca wydała wakacyjny, klubowy singiel pt. „Tańcz”. W tym samym miesiącu ukazał się singel Staszka z Gór „Pójdę tam” nagrany z gościnnym udziałem Steczkowskiej.

## Charakterystyka muzyczna i inspiracje

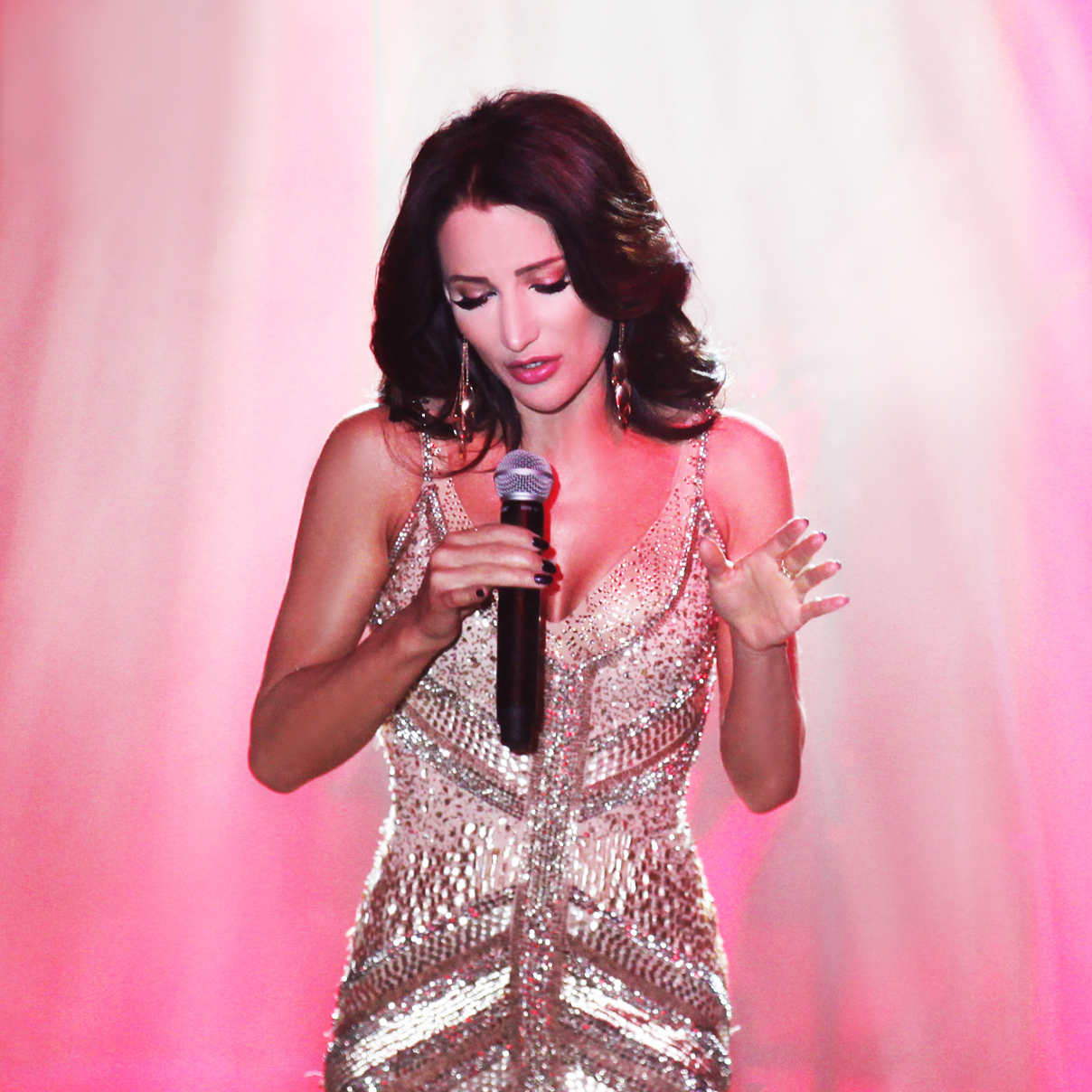
Justyna Steczkowska (2016)

Uchodzi za jedną z najbardziej wyrazistych wokalistek rodzimego popu. Znana z szerokiej skali głosu, wyliczonej na cztery oktawy. Jej możliwości wokalne uważa się za „spektakularne”. Twórczość i występy sceniczne często wzbogaca wokalizami.
W początkowych latach kariery występowała w zespołach grających muzykę rockową i jazzową. W pierwszym okresie działalności solowej wykonywała muzykę popową z elementami rockowymi. Następnie zaczęła sięgać po brzmienia muzyki świata: na albumie Alkimja umieściła materiał inspirowany muzyką żydowską. Wykonywała też piosenki w stylistyce bałkańskiej, do której powróciła przy okazji nagrywania płyty I na co mi to było?, inspirowanej muzyką cygańską. Równolegle wykonywała też piosenki w stylu smooth jazz, a także zainteresowała się muzyką filmową i nagrywała utwory we współpracy z orkiestrą. Na płycie XV po raz pierwszy umieściła utwory w stylistyce trip hopu. Powróciła do niej przy albumach Anima i Maria Magdalena. All Is Love, na której dodatkowo umieściła brzmienia elektroniczne. W 2022 wydała utwory w stylistyce tanecznej. Od końca 2023 roku w twórczości artystki dominuje nurt słowiański, łączący elementy popu, muzyki folkowej oraz elektroniki. W swoich utworach wykorzystuje agmy, poruszając tematy relacji człowieka z naturą, kosmosem i duchowością. Album WITCH TAROHORO eksploruje idee mistycyzmu i duchowych więzi, tworząc bogaty kontekst do refleksji nad tym, kim jesteśmy w kontekście świata i wszechświata. Muzyka ta wyróżnia się refleksyjnym i transowym charakterem, stanowiąc nową odsłonę twórczości artystki, w której odnalazła się na nowo.

## Wizerunek
W 2008 została uznana jedną z najseksowniejszych Polek w badaniu zleconym przez magazyn „Wprost” oraz była nominowana do tytułu Viva! Najpiękniejsi.
Wystąpiła w wielu sesjach zdjęciowych, które publikowane były na okładkach lub łamach czasopism: „Playboy” (1997), „Viva!” (kilkukrotnie od 2000), „Gala” (2012–2015), „Elle” (2012), „Grazia” (2014). Była jedną z bohaterek książki pt. Karuzela z madonnami, czyli 57 bardzo zakręconych kobiet (2003), w której ukazał się wywiad przeprowadzony z nią przez Tomasza Raczka.
Była jedną ze 100 najcenniejszych gwiazd polskiego show-biznesu według danych magazynu „Forbes Polska”; jej wizerunek został wyceniony przez reklamodawców na 316 tys. zł w 2008 (66. miejsce), 366,5 tys. zł w 2010 (62. miejsce), 354 tys. w 2012 (65. miejsce) i ponad 245 tys. w 2014 (60. miejsce), była notowana także na 77. miejscu w 2007, 84. miejscu w 2009 i 100. miejscu w 2011.
Wystąpiła w telewizyjnej kampanii reklamowej Radia Zet (2008) i kampanii „Razem ’89” (2009), promującej obchody 20-lecia III RP, poza tym ambasadorką producenta rajstop Gatta (2000–2007, od 2015), marki odzieżowej Snake Milano (2009), przedsiębiorstwa spożywczego Mokate (2011), marki Panasonic (2019) i herbaty Loyd (2021).

### Działalność charytatywna i społeczna

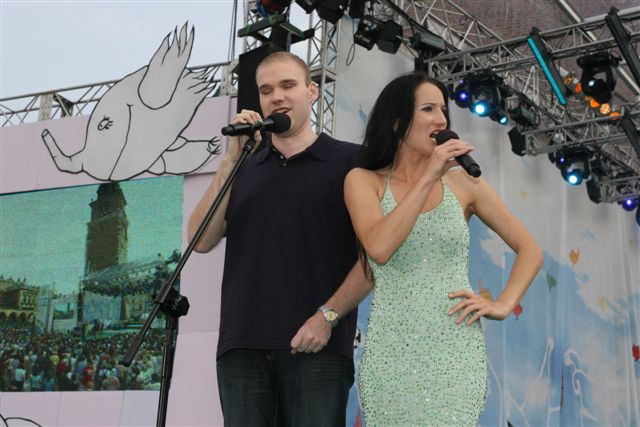
Justyna Steczkowska i Łukasz Żelechowski, laureat Festiwalu Zaczarowanej Piosenki (2006)

We wrześniu 2004 wystąpiła w koncercie inaugurującym akcję społeczną „Sprzątanie świata”. W 2005 zaangażowała się w kampanię społeczno-wizerunkową pod hasłem „Ściągaj legalnie”, zwracającą uwagę na problem z piractwem muzycznym. W 2009 wystąpiła w kampanii promującej akcję społeczną „Godzina dla Ziemi”.
W styczniu 2005 wzięła udział w nagraniach charytatywnego singla „Pokonamy fale”, który powstał z myślą o ofiarach trzęsienia ziemi na Oceanie Indyjskim, a w lutym wystąpiła na koncercie charytatywnym Pokonamy fale, podczas którego zebrano pieniądze na rzecz programu Adopcja na odległość wspierającego ofiary tragedii. W sierpniu 2007 wystąpiła w koncercie charytatywnym „Nadzieja to my”, organizowanym na placu Biegańskiego w Częstochowie przez TVP1 i dedykowanym osobom poszkodowanym przez skutki wichur, które dotknęły okolice Częstochowy i Lublina oraz ofiarom katastrofy autokaru w Vizille we Francji. W 2009 zagrała podczas koncertu promującego akcję „Podziel się Posiłkiem”, a także przekazała prezenty na rzecz licytacji charytatywnej „Gwiazdy dla Zuzi” organizowanej przez magazyn „Party” i serwis Allegro.pl.
W 2010 przekazała ponad 90 tys. zł, tj. zadośćuczynienie za wygrane procesy sądowe z tabloidem „Super Express”, na rzecz Fundacji Anny Dymnej „Mimo Wszystko”. W 2011 wzięła udział w nagraniu charytatywnej piosenki „Anioły niebios wstrzymajcie czas” na potrzeby organizowanej przez tę fundację akcji, a także wsparła akcję UNICEF „Inspired Gifts – Prezenty bez pudła”. W 2013 przekazała honorarium z udziału w sesji zdjęciowej dla magazynu „Gala” na rzecz Domu Dziecka „Ufność” w Częstochowie, a następnie zaangażowała się w pozyskiwanie darczyńców i lobbowanie na rzecz zmian w ustawie dotyczącej funkcjonowania zakładów medycznych oraz ośrodków zajmujących się chorymi pozbawionymi opieki rodzicielskiej. W tym roku za działalność charytatywną otrzymała Bursztynową Różę, nagrodę przyznawaną przez Fundację RC. W 2014 zagrała koncert Magia trwa, z którego część dochodu przekazała na Fundusz Dzieci Osieroconych. W 2015 zaangażowała się w akcję #niejesteśsam oraz nagrała w duecie z Arturem Andrusem utwór „Sny domowe, sny anielskie”, mający pomóc podopiecznym domu dziecka z Częstochowy. Kilkukrotnie wystąpiła w koncercie wieńczącym finał Wielkiej Orkiestry Świątecznej Pomocy.
W kwietniu 2020 zagrała internetowy koncert, podczas którego zachęcała do wpłacania datków na rzecz leczenia 4-letniego Gabrysia zmagającego się z zespołem wad wrodzonych. W 2022 przekazała honorarium za występ w koncercie TVP „Solidarni z Ukrainą” na rzecz Caritas Ukraina. W 2023 wzięła udział z synem Leonem w charytatywnym odcinku teleturnieju TVN Milionerzy, nagrodę w wysokości 40 tys. zł przeznaczyli na rzecz Fundacji TVN.

### Procesy sądowe
Na przełomie 2002 i 2003 wytoczyła proces Sylwestrowi Latkowskiemu i producentom filmu Nakręceni, czyli szołbiznes po polsku, oskarżając twórców o bezprawne wykorzystanie jej wizerunku i naruszenie dóbr osobistych.
W 2009 pozwała dziennik „Super Express” za naruszenie dóbr osobistych poprzez opublikowanie na swych łamach jej nagich zdjęć z prywatnego wyjazdu wakacyjnego. W 2010 wygrała proces przeciwko wydawcy tabloidu, Grupie ZPR Media. W 2020 wydawca gazety opublikował kolejne przeprosiny, dotyczące 12 tekstów na łamach tabloidu i 19 tekstów na łamach strony internetowej, w których miał „rażąco naruszyć prawo Justyny Steczkowskiej do prywatności i wizerunku”. W 2019 portal plotkarski Pudelek.pl opublikował przeprosiny w rezultacie przegranego procesu sądowego wytoczonego przez Steczkowską.

## Życie prywatne

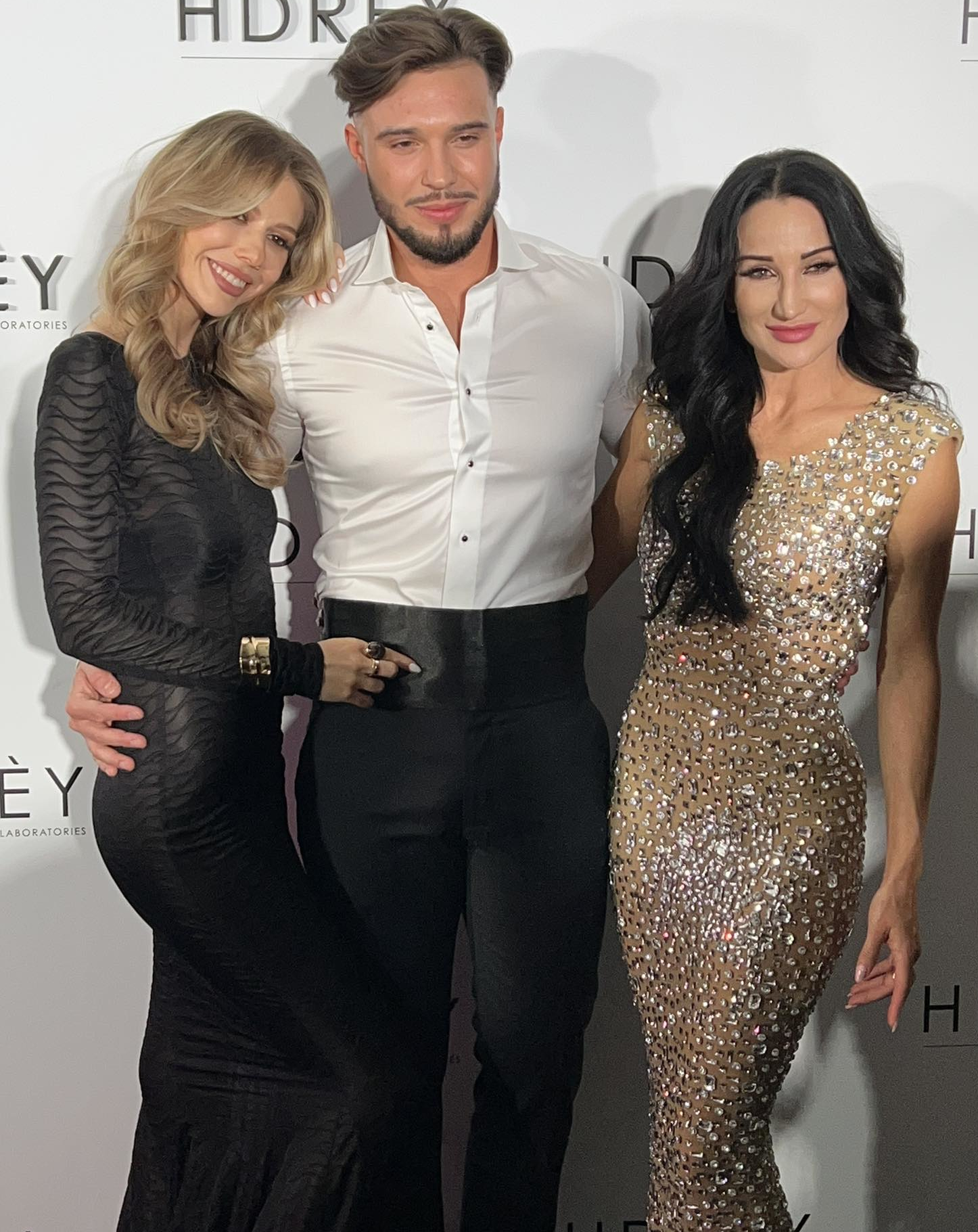
Justyna Steczkowska z synem, Leonem Myszkowskim, i jego narzeczoną, Ksenią Ngo

W młodości była związana z Pawłem Fortuną. W 2000 poślubiła architekta i modela Macieja Myszkowskiego, z którym ma troje dzieci: Leona (ur. 2000), Stanisława (ur. 2005) i Helenę (ur. 2013). 27 kwietnia 2017 poinformowała o pozostawaniu w separacji z mężem, ale z czasem zażegnała kryzys w małżeństwie.

## Dyskografia
- Dziewczyna Szamana (1996)
- Naga (1997)
- Na koniec świata (1999)
- Dzień i Noc (2000)
- Mów do mnie jeszcze (2001)
- Alkimja (2002)
- Femme Fatale (2004)
- Daj mi chwilę (2007)
- Puchowe kołysanki (2008)
- To mój czas (2009)
- Mezalianse (2011)
- XV (2012)
- Puchowe kołysanki 2 (2013)
- Anima (2014)
- I na co mi to było? (2015)
- Maria Magdalena. All Is One (2019)
- Szamanka (2022)
- Steczkowska Demarczyk (2023)
- Witch Tarohoro (2024)

## Trasy koncertowe
- 1999: Pożegnanie jesieni (z Tomaszem Stańką)[33]
- 2014: Magia trwa[198]
- 2015: Nie jestem tym, kim byłam[200]
- 2015–2017: Justyna Steczkowska & Orkiestra Cygańska[33]
- 2016: Maria Magdalena[33]
- od 2016: Koncert Muzyki Filmowej[222]
- 2016: Koncerty akustyczne[214]
- 2017: Alkimja[217]
- 2017: Kolędy i pastorałki[218]
- od 2018: Tribute to...[221]
- 2018: Grzegorz Ciechowski – Spotkanie z Legendą[220]
- 2019: Maria Magdalena. All Is One Tour[224]
- 2021–2022: 25 lat[247][248]
- od 2023: Steczkowska/Demarczyk & Royal Symphony Orchestra
- od 2024: Era Czarodoro – Witch Tarohoro[359]

## Filmografia
Filmy
- 1997: Justyna – bohaterka filmu
- 1998: Billboard jako Anita, pracownica agencji
- 1999: Na koniec świata jako Teresa
- 2012: Kanadyjskie sukienki jako Bożenka
- 2019: Jak poślubić milionera jako Pola

Seriale
- 1997: Zaklęta (odc. 2)
- 2006: Niania jako ona sama (odc. 28)

## Teatr
- 2001: Sen nocy letniej Leszka Możdżera (reż. Wojciech Kościelniak) jako Hipolita/Tytania – Teatr Muzyczny im. Danuty Baduszkowej w Gdyni
- 2005: Przez tę ziemię przeszedł Pan Jana Kantego Pawluśkiewicza (reż. Jerzy Fedorowicz)
- 2006: Pasja Pawła Łukowca (reż. Elżbieta Szuflik-Pańtak, Grzegorz Pańtak) jako Maria Magdalena – Kielecki Teatr Tańca
- 2012: Trójka do potęgi Grzegorza Miecugowa (reż. Wojciech Malajkat) – Teatr Syrena
- 2013: Śpiewnik Pana W. Jeremiego Przybory i Jerzego Wasowskiego (reż. Krzysztof Jaślar) – Teatr Syrena

Teatr Telewizji
- 1997: Księga raju jako Perełe Wariatka
- 1997: Ludzie ognia jako Wiesztyca

## Nagrody i wyróżnienia
| Rok  | Nagroda                                                                                        | Kategoria                                                                                      | Rezultat   | Źródło  |
| ---- | ---------------------------------------------------------------------------------------------- | ---------------------------------------------------------------------------------------------- | ---------- | ------- |
| 1995 | Fryderyki 1995                                                                                 | Piosenka roku („Dziewczyna Szamana”)                                                           | Nominacja  | [ 37 ]  |
| 1995 | Fryderyki 1995                                                                                 | Wideoklip roku („Dziewczyna Szamana”)                                                          | Nominacja  | [ 37 ]  |
| 1996 | Fryderyki 1996                                                                                 | Album roku pop (Dziewczyna Szamana)                                                            | Wygrana    | [ 39 ]  |
| 1996 | Fryderyki 1996                                                                                 | Piosenka roku („Oko za oko, słowo za słowo”)                                                   | Wygrana    | [ 39 ]  |
| 1996 | Fryderyki 1996                                                                                 | Wokalistka roku                                                                                | Wygrana    | [ 39 ]  |
| 1996 | Fryderyki 1996                                                                                 | Fonograficzny debiut roku                                                                      | Wygrana    | [ 39 ]  |
| 1996 | Fryderyki 1996                                                                                 | Teledysk roku („Oko za oko, słowo za słowo”)                                                   | Wygrana    | [ 39 ]  |
| 1997 | Fryderyki 1997                                                                                 | Album roku pop (Naga)                                                                          | Nominacja  | [ 360 ] |
| 1997 | Fryderyki 1997                                                                                 | Wokalistka roku                                                                                | Nominacja  | [ 360 ] |
| 1997 | Wiktory 1996                                                                                   | Najlepsza piosenkarka                                                                          | Wygrana    | [ 40 ]  |
| 1998 | Telekamery                                                                                     | Muzyka                                                                                         | Nominacja  | [ 361 ] |
| 1999 | Telekamery                                                                                     | Muzyka                                                                                         | Nominacja  | [ 362 ] |
| 2002 | Fryderyki 2002                                                                                 | Album roku etno/folk (Alkimja)                                                                 | Wygrana    | [ 70 ]  |
| 2008 | Telekamery                                                                                     | Muzyka                                                                                         | Nominacja  | [ 114 ] |
| 2008 | Wiktory 2007                                                                                   | Gwiazda piosenki i estrady                                                                     | Wygrana    | [ 121 ] |
| 2008 | Kobieta Roku Glamour                                                                           | Wejście w stylu Glamour                                                                        | Wygrana    | [ 363 ] |
| 2009 | Diamentowy Mikrofon                                                                            | Nagroda Zarządu Polskiego Radia dla wybitnych twórców radiowych                                | Wygrana    | [ 364 ] |
| 2011 | OGAE Video Contest 2010                                                                        | Teledysk roku („Kim tu jestem”)                                                                | Wygrana    | [ 365 ] |
| 2012 | Róża Gali                                                                                      | Muzyka (XV)                                                                                    | Wygrana    | [ 366 ] |
| 2013 | OGAE Video Contest 2012                                                                        | Teledysk roku („Sanktuarium”)                                                                  | 2. miejsce | [ 367 ] |
| 2013 | Bursztynowa Róża                                                                               | Honorowe wyróżnienie za działalność charytatywną                                               | Wygrana    | [ 340 ] |
| 2014 | Polsat Sopot Festival                                                                          | Bursztynowy Słowik                                                                             | Wygrana    | [ 195 ] |
| 2015 | Gwiazdy Dobroczynności                                                                         | Nagroda specjalna magazynu „Show”                                                              | Wygrana    | [ 368 ] |
| 2015 | SuperJedynki                                                                                   | SuperArtystka                                                                                  | Wygrana    | [ 205 ] |
| 2015 | Brązowy medal „Zasłużony Kulturze Gloria Artis”                                                | Brązowy medal „Zasłużony Kulturze Gloria Artis”                                                | Wygrana    | [ 206 ] |
| 2016 | Odciśnięcie dłoni w Alei Gwiazd w Międzyzdrojach podczas 21. Festiwalu Gwiazd w Międzyzdrojach | Odciśnięcie dłoni w Alei Gwiazd w Międzyzdrojach podczas 21. Festiwalu Gwiazd w Międzyzdrojach | Wygrana    | [ 213 ] |
| 2020 | 57. KFPP w Opolu                                                                               | Nagroda specjalna                                                                              | Wygrana    | [ 369 ] |
| 2021 | Gwiazdy Party                                                                                  | Ikona stylu                                                                                    | Wygrana    | [ 370 ] |
| 2022 | 59. KFPP w Opolu                                                                               | Artysta bez granic                                                                             | Wygrana    | [ 371 ] |
| 2022 | 15-lecie magazynu „Party”                                                                      | Juror 15-lecia                                                                                 | Wygrana    | [ 372 ] |
| 2024 | Gala Gwiazd Plejady                                                                            | Gwiazda ponadczasowa                                                                           | Nominacja  | [ 373 ] |
| 2024 | Kobieca Marka Roku                                                                             | Ikona Polskiej Muzyki                                                                          | Wygrana    | [ 374 ] |
| 2024 | Pudelek Pink Party                                                                             | Gwiazda roku                                                                                   | Wygrana    | [ 375 ] |
| 2025 | Pudelek Pink Party                                                                             | Gwiazda roku                                                                                   | Nominacja  | [ 376 ] |
| 2025 | Pudelek Pink Party                                                                             | Ulubieniec Czytelników Pudelka                                                                 | Wygrana    | [ 377 ] |

## Odznaczenia
- Złoty Krzyż Zasługi – 2009[378]
- Brązowy Medal „Zasłużony Kulturze Gloria Artis” – 2015[379]